# Жути вољић
Жути вољић (лат. Hippolais icterina) је грмуша Старог света из рода грмуша са дрвећа родова Hippolais и Iduna. Гнезди се у континенталној Европи, осим на југозападу, где га замењује његов западни пандан, краткокрили вољић. Миграторна је врста и зимује у подсахарској Африци.

## Таксономија
Жуток вољића је први описао Луј Жан Пјер Вијејо, 1817 године у свом делу "Nouveau dictionnaire d'histoire naturelle, appliquée aux arts, à l'agriculture, à l'économie rurale et domestique, à la médecine". Име рода Hippolais потиче од старогрчке речи hupolais, како ју је погрешно написао Карл фон Лине. Односила се на малу птицу коју су помињали Аристотел и други и може бити ономатопејска или изведена од hupo, „испод“, и laas, „камен“. Специфични епитет icterina на грчком значи „жута боја“. Icterus је била стара реч за жутицу, а односила се и на жућкастозелену птицу, можда и на вугу, за коју се веровало да лечи ту болест. Птичари га колоквијално називају "icky".
Научно име се такође писало као Hypolais icterina.

## Опис
Жути вољић је прилично велика грмуша са великом главом, широким кљуном и дугим крилима са прилично кратким репом четвртастог краја. Горњи делови су сивкастозелени, а доњи делови су једнолично светло жути. Има бледи рожасти део између око и кљуна и прилично нејасан жућкасти суперцилијум са бледим прстеном око ока. Друге карактеристичне особине укључују панел на преклопљеним крилима формиран бледим ивицама секундарног и терцијарног перја и сиве, понекад плавкасте ноге.

## Станиште
Жути вољић је птица која настањује шумарке, али не шуме, која преферира ивице шума или пропланке, фаворизујући крошње дрвећа са добрим распоредом и високим растињем. Преферира широколиснато дрвеће, али се може наћи и у четинарима помешаним са широколисним дрвећем. Користиће шумарке, воћњаке, паркове, баште, заштићена станишта и високе живе ограде прошаране дрвећем.

## Оглашавање
Песма жутих вољића је брзо назално брбљање које укључује мимикрију других врста. Оглашавање се описује као "тек" или "тек, тек, тек".

## Распрострањеност
Жути вољић је најсеверније распрострањен од четири врсте Hippolais; њеногово гнежђење се протеже од северне Француске и Норвешке кроз већи део северне и источне Европе, на југу све до северних Балканских планина и Кримских планина, а на истоку у суженом појасу до реке Об. Недавно се гнезди у Шкотској, али је обично селица у Великој Британији и Ирској. Постоји запис о жутом вољићу из 2022. године из Гамбела на Аљасци, а документована је и у држави следеће године.
Жути вољићи су миграторна врста и цела популација зимује у подсахарској Африци, углавном јужно од екватора. Почиње своју миграцију ка југу крајем јула, достижући врхунац почетком августа, а затим се враћа у подручје гнежђења крајем маја.

## Исхрана
Жути вољић је углавном инсектојед, али се храни воћем крајем лета. Храни се међу лишћем, хватајући инсекте било на лишћу или лепршајући, и хватаће муве. Генерално је неспретнији од мањих, али површно сличних грмуша рода Phylloscopus. Прилично усамљена, територијална је и на местима за гнежђење и на местима за зимовање. 

## Гнежђење
Жути вољићи полажу четири до шест јаја у гнездо које се налази или на дрвету или на грму. Гнездо је добро изграђена чаша од трава, биљних стабљика, маховине и меких гранчица, често прекривена комадићима брезове коре, лишајева, цвећем, делимично причвршћена паучином, обложена финим влакнима, корењем, крзном и сличним меким материјалом, смештена у грану дрвета, често 1–4 м изнад земље, понекад и до 7 м. Инкубација је углавном од стране женке, период инкубације траје 12–14 дана; птиће хране оба родитеља, а птићи добијају комплетно перје са 13-15 дана.